# Тихомиров, Николай Константинович
Никола́й Константи́нович Тихоми́ров (род. 26 октября 1939) — российский дипломат. Чрезвычайный и полномочный посланник 1 класса (20 февраля 1999).
С 25 ноября 1996 по 5 августа 2000 года — чрезвычайный и полномочный посол Российской Федерации в Государстве Катар. До 2014 года был деканом Факультета повышения квалификации и профессиональной переподготовки дипломатических кадров Дипломатической академии МИД России.
Кандидат исторических наук.